# Filialkirche St. Arbogast (Götzis)

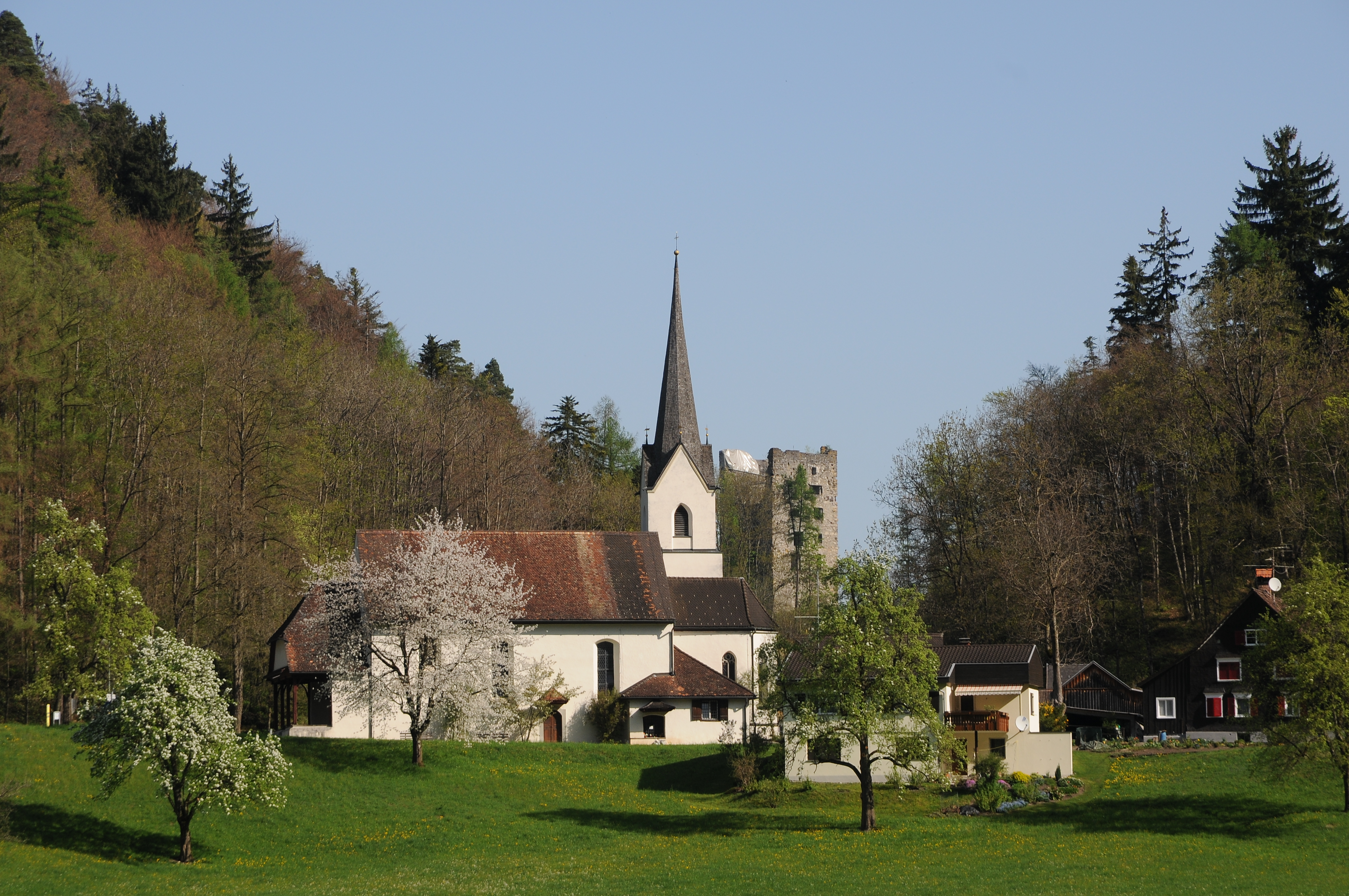
Katholische Filialkirche hl. Arbogast in Götzis, im Hintergrund die Burgruine Neu-Montfort

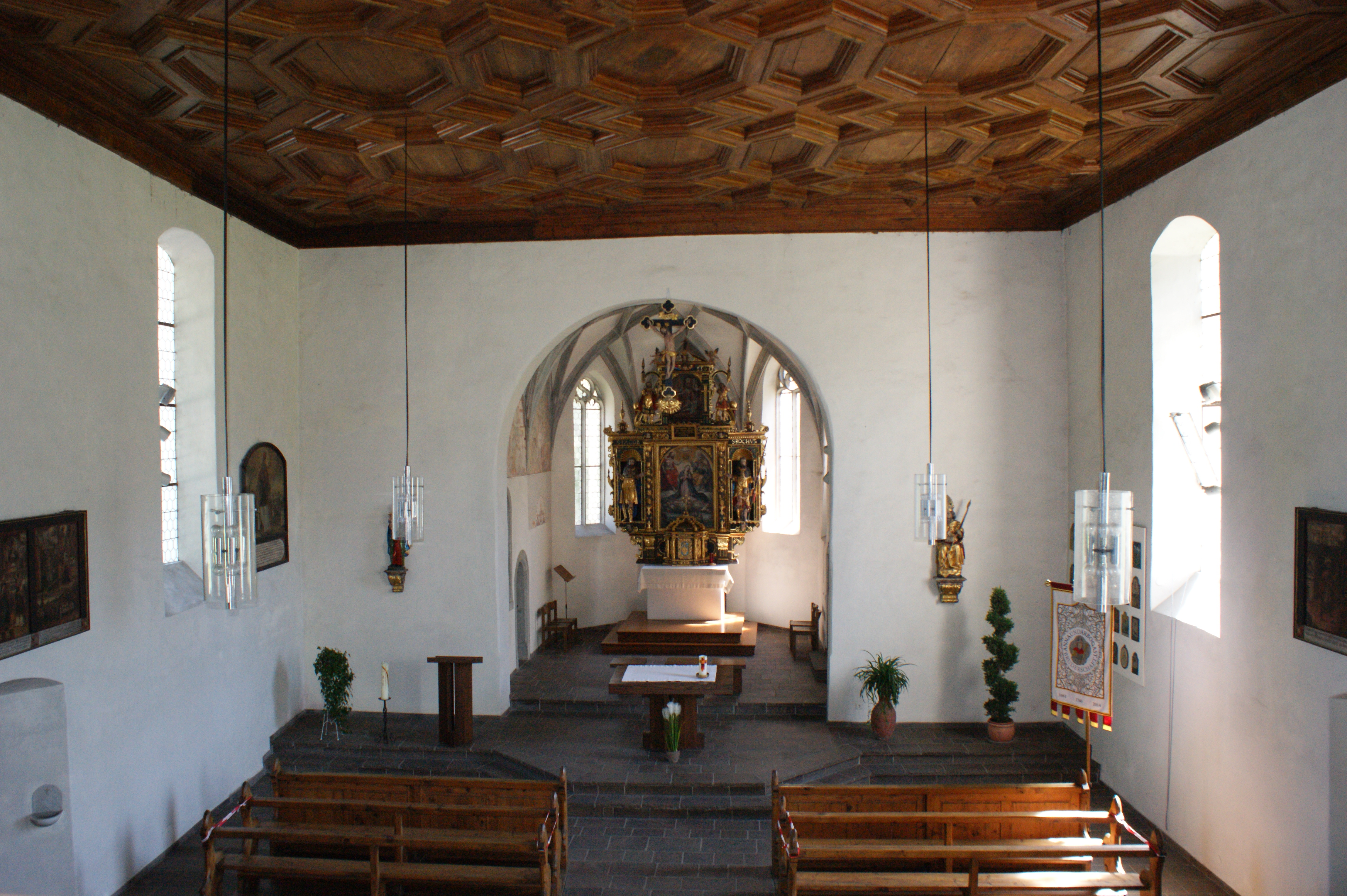
Langhaus, Blick zum Chor

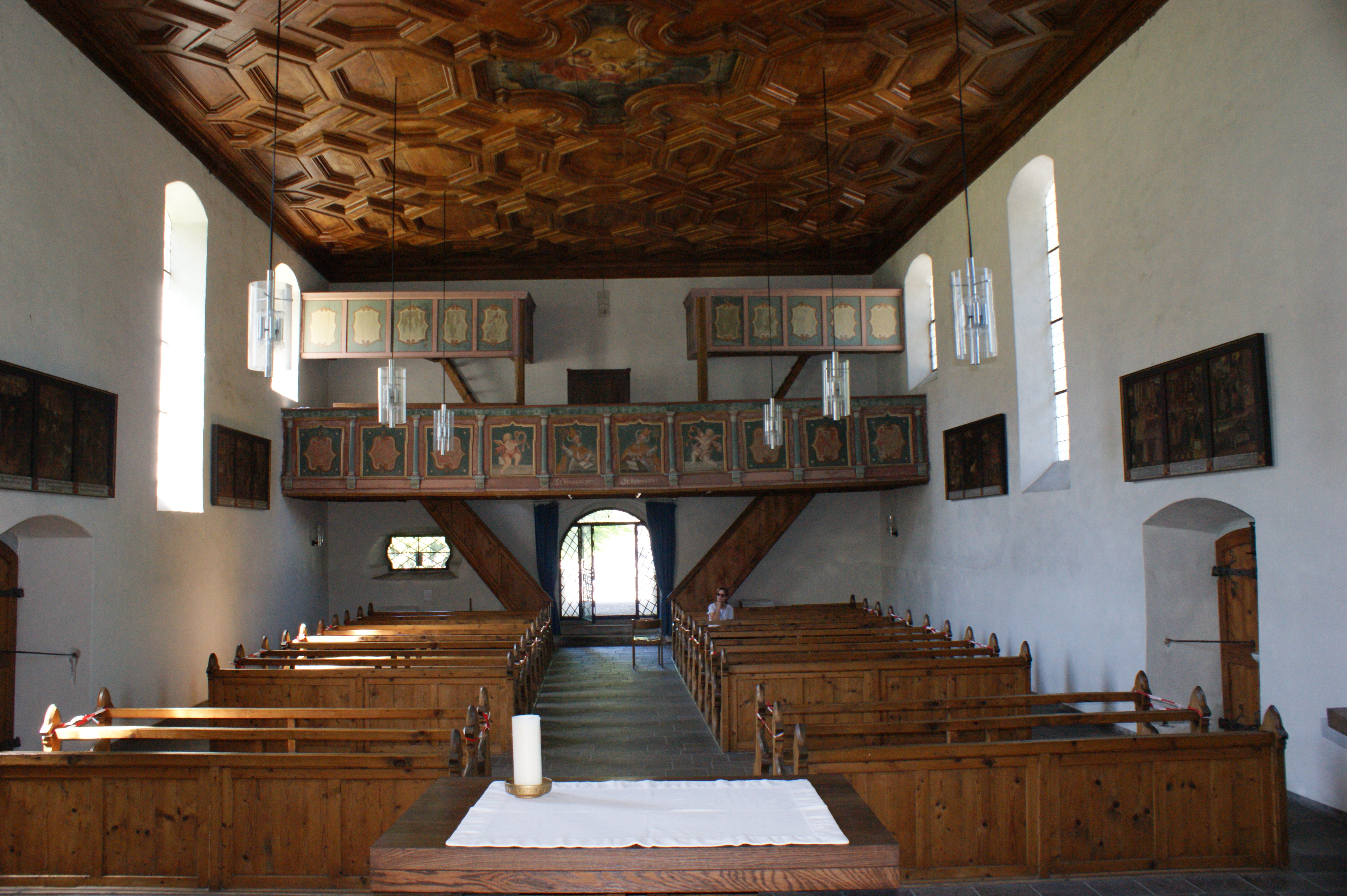
Langhaus, Blick zur Doppelempore

Die römisch-katholische Filialkirche St. Arbogast steht im Kirchweiler St. Arbogast an der Straße nach Klaus in der Marktgemeinde Götzis in Vorarlberg. Die dem Patrozinium hl. Arbogast unterstellte Filialkirche gehört zum Dekanat Rankweil der Diözese Feldkirch. Die Kirche steht unter Denkmalschutz (Listeneintrag).

## Geschichte
Urkundlich wurde 1473 ein Sankt Arbogast in der Klaus genannt. Die Kirche wurde um 1710 vergrößert und 1721 geweiht.

## Architektur
Das Langhaus unter einem Satteldach zeigt keine plastische Gliederung. Der Chor ist stark eingezogen, der Nordturm steht im Chorwinkel, die Sakristei im südlichen Chorwinkel, südlich am Langhaus und der Sakristei befindet sich ein kleiner Kapellenanbau. Der Turm hat ein verjüngtes Obergeschoß und abgefaste spitzbogige Schallöffnungen, er trägt einen Spitzgiebelhelm. In der Langhaussüdwand befindet sich ein Rundbogenportal unter einem Vordach, in der Langhausnordwand ein Flachbogenportal mit einer Holztür aus 1710. Die Westfront hat ein niedriges Vorzeichen unter einem Krüppelwalmdach aus sechs Holzstützen und einer flachen Holzfelderdecke mit Rankenmalerei, das weite Hauptportal ist rundbogig.

## Einrichtung
Der Hochaltar aus 1655 mit einem renaissanceartigen Aufbau mit zwei geraden weinlaubverzierten Säulen und geradem gekröpftem Gebälk hat seitliche Standflügel und einen flachen Auszug mit C-Schnörkeln, er zeigt das Altarbild Mariä Krönung um 1660 und trägt die Figuren der Heiligen Jakobus links, Rochus rechts, das Oberbild hl. Arbogast erweckt den toten Prinzen in Anwesenheit von König Dagobert, der Auszug trägt die Figuren der Heiligen Eligius links und Georg rechts, mittig Anna selbdritt, alle um 1670.
Eine Glocke ist aus dem 15. Jahrhundert, eine Glocke aus dem 17. Jahrhundert.